# Shuhei Fukai
Shuhei Fukai (深井 脩平 Fukai Shuhei?, nacido el 20 de julio de 1993 en Saitama) es un futbolista japonés que se desempeña como defensa.

## Trayectoria

### Clubes
| Club            | País  | Año    |
| --------------- | ----- | ------ |
| Blaublitz Akita | Japón | 2016 - |

## Estadística de carrera

### J. League
| Club            | Año   | J. League | J. League | Copa J. League | Copa J. League | Total | Total |
| Club            | Año   | Part.     | Goles     | Part.          | Goles          | Part. | Goles |
| --------------- | ----- | --------- | --------- | -------------- | -------------- | ----- | ----- |
| Blaublitz Akita | 2016  | 14        | 0         | -              | -              | 14    | 0     |
| Blaublitz Akita | 2017  | 24        | 0         | -              | -              | 24    | 0     |
| Total           | Total | 38        | 0         | 0              | 0              | 38    | 0     |